# Joseph Goldstein (Buddhist)
Joseph Goldstein (* 20. Mai 1944) ist ein US-amerikanischer Lehrer der Vipassana-Meditation in der Tradition des frühbuddhistischen Theravada.

## Leben
Nach seiner Graduierung in Philosophie an der Columbia University engagierte er sich 1965 im Friedenscorps der Vereinigten Staaten von Amerika als Freiwilliger für Thailand, wo er sich für den Buddhismus zu interessieren begann. 
Seit 1967 lernte er bei verschiedenen Lehrern in Indien, Burma und Tibet wie S.N. Goenka, dem Dalai Lama und 16. Karmapa, Dilgo Khyentse Rinpoche, Tulku Urgyen Rinpoche, aber auch Joshu Sasaki Roshi u. a.
1974 begann er am Naropa Institut von Chögyam Trungpa in Boulder Kurse zu geben, wo er Jack Kornfield und Sharon Salzberg traf, mit denen er 1975 die Insight Meditation Society in Barre, Massachusetts gründete und in der Folge weiter ausbaute.

## Schriften
- Vipassana-Meditation – Die Entfaltung der Bewußtseinsklarheit. Schickler, Berlin 1978, ISBN 3-921547-03-2. U.d.T. Vipassana Meditation – Die Praxis der Freiheit Arbor, Freiamt 1999, ISBN 978-3-924195-46-5.
- mit Jack Kornfield: Einsicht durch Meditation. Die Achtsamkeit des Herzens – Buddhistische Einsichts-Meditation für westliche Menschen. Ein Meditationshandbuch für die Übung im Alltag. Mit einem Vorwort des Dalai Lama. Scherz, Bern 1981, ISBN 3-502-62201-9.
- Ein Dharma. Buddhismus im Alltag. Goldmann, München 2004, ISBN 978-3-442-21657-4